# Roccaporena
Roccaporena (Oppidum Arcis Porenae in Latino) è una frazione del comune di Cascia, in provincia di Perugia.
Il paese si trova ad una altezza di 707 m, all'estremità di una piccola gola, a circa 6 km da Cascia. Secondo i dati del censimento ISTAT 2001, risulta abitato da 73 residenti.

## Storia
Il paese esiste sin dal Medioevo, quando nel 1381 vi nacque Santa Rita da Cascia. Nel 1939 venne fondata l'Opera di Santa Rita, per promuovere il culto della Santa, curare e far conoscere i suoi ricordi a Roccaporena, fare opere di carità sul suo esempio istituendo un orfanotrofio. Il tradizionale isolamento dei luoghi venne interrotto nel 1950, quando venne inaugurata la strada (l'unica) che collega Roccaporena a Cascia.
Alla fine dell'Ottocento Roccaporena divenne per un decennio un luogo di ritrovo e di escursioni per numerosi intellettuali italiani, radunati attorno a Luigi Galassi, rettore della Università di Roma "La Sapienza", la cui famiglia era originaria di Roccaporena.

## Monumenti e luoghi d'interesse
La piccola frazione di Roccaporena era costituita da poche case in muratura di pietrame e della chiesa medioevale di San Montano. L'unico edificio privato che aveva la forma di una dimora signorile era la casa Galassi, oggi di proprietà delle suore agostiniane. L'impianto di Roccaporena è mutato radicalmente con la canonizzazione di Rita da Cascia avvenuta nel 1900 da Leone XIII: la maggior parte degli edifici religiosi sono stati costruiti tra il 1930 ed il 1965, con il progressivo diffondersi del culto verso la Santa. 
- Chiesa di S. Montano (XII secolo), è la chiesa più antica del borgo, dedicata al monaco eremita siriano che divenne santo protettore di Roccaporena. La struttura che vediamo oggi è il risultato di vari rifacimenti successivi. Inizialmente l'interno, in stile romanico, era costituito da un'unica navata, quella attualmente a sinistra. La facciata a spioventi presentava un semplice portale a tutto sesto sormontato da una finestra circolare e un grazioso campaniletto a vela con due campane. Agli inizi del quattrocento la lunetta del portale fu impreziosita con un affresco di scuola umbra rappresentante la Vergine col Bambino. Sulla calotta dell'abside si può apprezzare un dipinto dell'Incoronazione dalla Vergine. Alla fine del XIV secolo fu aggiunta la seconda navata, quella a destra, e fu aperto un altro portale che le corrisponde. Entrambe le navate sono coperte da volte a crociera, sorrette da un pilone centrale. Fu proprio in questa chiesa che Rita iniziò il suo cammino verso la fede, ricevette i sacramenti e fu celebrato il suo matrimonio con Paolo di Ferdinando Mancini.
- Santuario di S. Rita, fu progettato dall'architetto torinese Oreste della Piana e consacrato nel 1948. Al centro di un bel quadriportico in pietra bianca locale, composto da cinque archi su ogni lato, è stata collocata nel 1968 una statua bronzea di Santa Rita, realizzata dallo scultore romano Venanzio Crocetti. La santa non è rappresentata con le tradizionali vesti monacali, ma come una semplice donna del popolo, che accoglie a braccia aperte, in segno di amicizia, i visitatori del borgo. L'interno è a tre navate, l'abside e le pareti sono adornate da mosaici. In due cappelle laterali vi sono sei vetrate istoriate realizzate nel 1966 dall'artista milanese Amalia Panigati. Nella cappella di destra, in una pregevole teca argentea, viene conservato il 'manto' di Santa Rita, con il quale ella si difendeva dai rigidi inverni di Roccaporena.
- Scoglio Sacro, è il luogo ove Rita si recava per pregare e sentirsi più vicina a Dio. Si tratta di uno sperone roccioso situato a circa 120 m di altezza rispetto al borgo di Roccaporena. La tradizione vuole che qui Rita trascorresse così tanto tempo in preghiera, che nella roccia siano rimaste impresse le impronte delle sue ginocchia e dei suoi gomiti. Al fine di proteggerlo e preservarlo dalle intemperie, lo Scoglio Sacro è stato inglobato in una piccola cappella realizzata nel 1919 e poi ricostruita nel 1979 in seguito ad un terremoto. Accanto alla cappella si trova una fonte di acqua cristallina, che i devoti della santa sono soliti chiamare “acqua di Rita”. Per raggiungere la vetta, la santa percorreva a piedi un sentiero impervio e scosceso che si inerpicava per la montagna; oggi l'ascesa è stata resa più agevole grazie ad una più moderna scalinata di circa 330 gradini, lungo la quale sono state collocate le stazioni della Via Crucis, dove i pellegrini possono sostare e pregare.
- Casa natale di S. Rita, è un modesto edificio risalente al XIV secolo che si sviluppa su due piani. Da un portale si accede al piano terra, la parte più antica. Attraverso una scala interna si sale al piano superiore, in cui si aprono due stanze: la prima che si affaccia su un vicolo del borgo e l'altra da cui si può notare un suggestivo scorcio dello Scoglio Sacro. In prossimità di questa finestra sarebbe stata collocata la culla di Rita, che abitò in questa casa fino al giorno del suo matrimonio.
- Orto del Miracolo, situato nel cuore del borgo, è raggiungibile attraverso tre diversi sentieri. All’interno di un cortiletto denso di cespi di rose si trova un gruppo bronzeo, opera dello scultore romano Rodolfo Maleci (1941), raffigurante Santa Rita giacente che riceve da una cugina una rosa e due fichi. La tradizione vuole, infatti, che la santa, ormai consapevole dell'approssimarsi della fine della sua esistenza terrena, chiese alla cugina, che le era andata a far visita nel monastero a Cascia, di recarsi a Roccaporena, poiché, in quell'orto a lei caro, avrebbe trovato i doni richiesti. La cugina, essendo pieno inverno, rimase stupita dalla richiesta, ma andò ugualmente nell'orto, dove, sotto un manto di neve, effettivamente trovò miracolosamente i fichi e la rosa.
- Lazzaretto, è l'antico ospedale del borgo. Secondo la tradizione è qui che morirono, ammalati di peste, i due figli di Rita, ed è qui che la santa operava con spirito misericordioso e caritatevole, assistendo malati e forestieri che passavano per Roccaporena. Oggi rimangono due dei tre ambienti originari, con affreschi restaurati e risalenti al XVI secolo.
- Casa maritale di S. Rita, è il luogo dove Rita visse col marito e i due figli fino a quando fu accolta nel monastero agostiniano di Santa Maria Maddalena, a Cascia. L'edificio rimase illeso durante il terremoto del 1599 che devastò il borgo. ll cardinale Fausto Poli, originario di Usigni, un piccolo paese vicino Roccaporena, si fece carico di perorare la causa di beatificazione di Rita presso il pontefice Urbano VIII, e finanziò la trasformazione della casa in cappella, che fu aperta al culto nel 1629. Al suo interno si trova un altare dedicato alla santa, sormontato da un dipinto realizzato dal pittore napoletano Luca Giordano (XVII secolo) raffigurante Santa Rita che riceve il dono della spina.

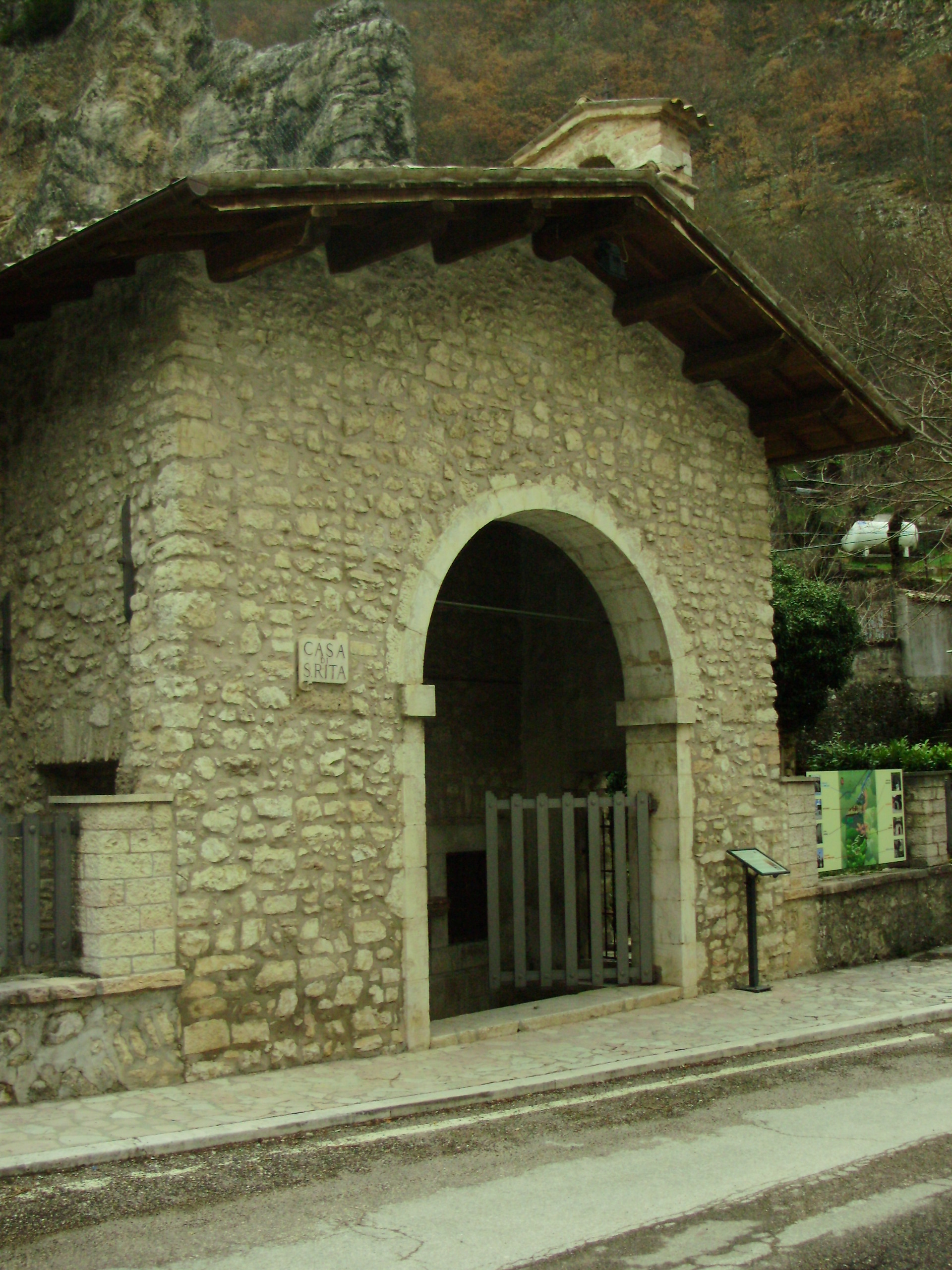
Casa maritale di Santa Rita

## Economia

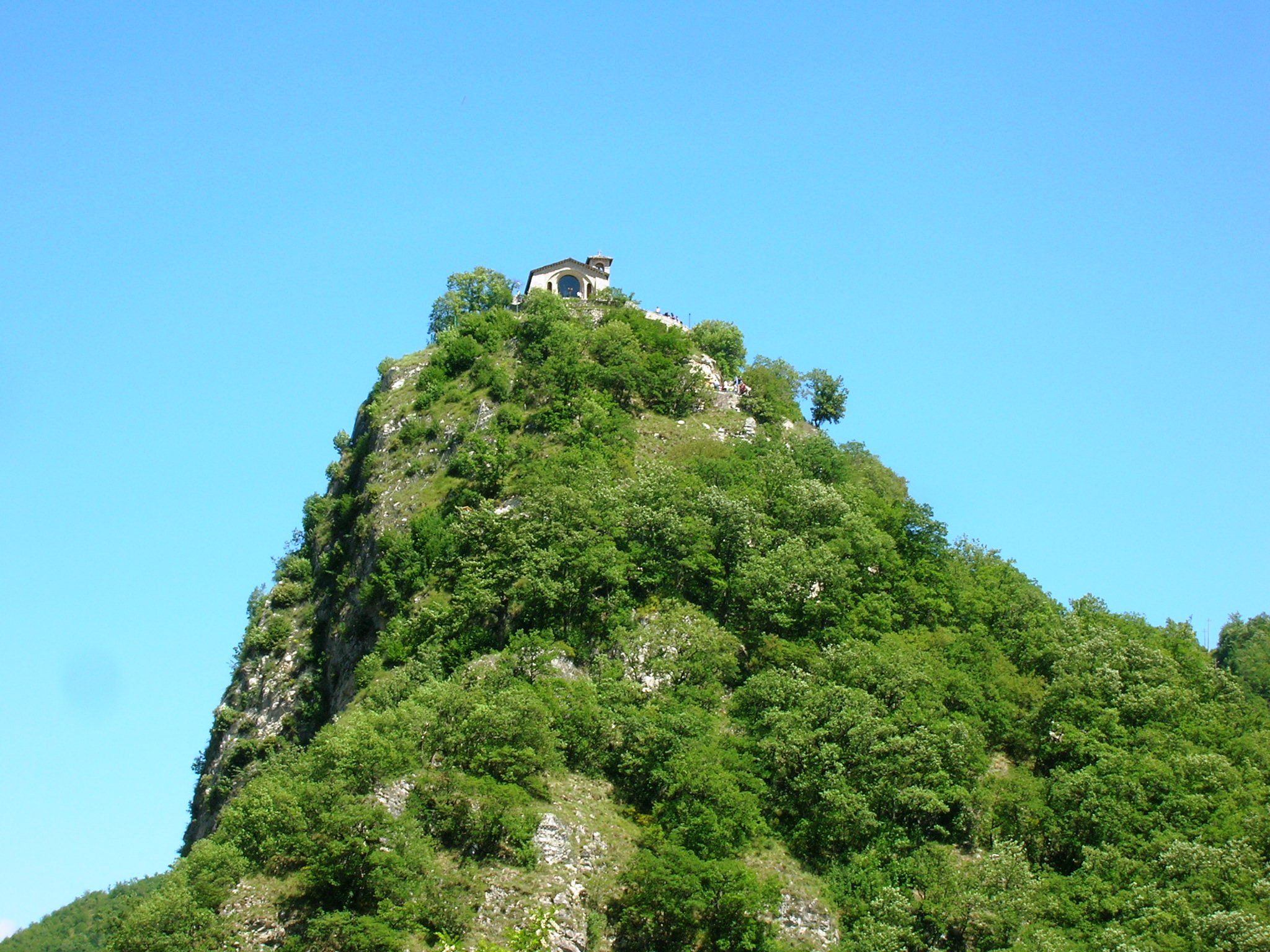
Lo scoglio di santa Rita

Il turismo rappresenta la risorsa principale di sostentamento; un paio di comodi alberghi assicurano una ricettività più che sufficiente, sia per i pellegrini sia per i semplici turisti che vogliono visitare le bellezze naturali e geologiche locali (sentieri segnalati permettono escursioni tra prati e boschi, nei quali vivono il lupo dell'Appennino e l'aquila reale). Da non trascurare che il particolare microclima della gola di Roccaporena attira anche parecchie società di calcio dei campionati nazionali ed esteri (Benevento, Fiorentina, Cagliari, Messina, Bari, Ternana, Chelsea, Salernitana, Reggina, Nocerina, Gubbio), che vi giungono per i classici ritiri pre-agonistici: anche per questo è stato costruito un attrezzato centro sportivo ed un centro congressi.

## Sport

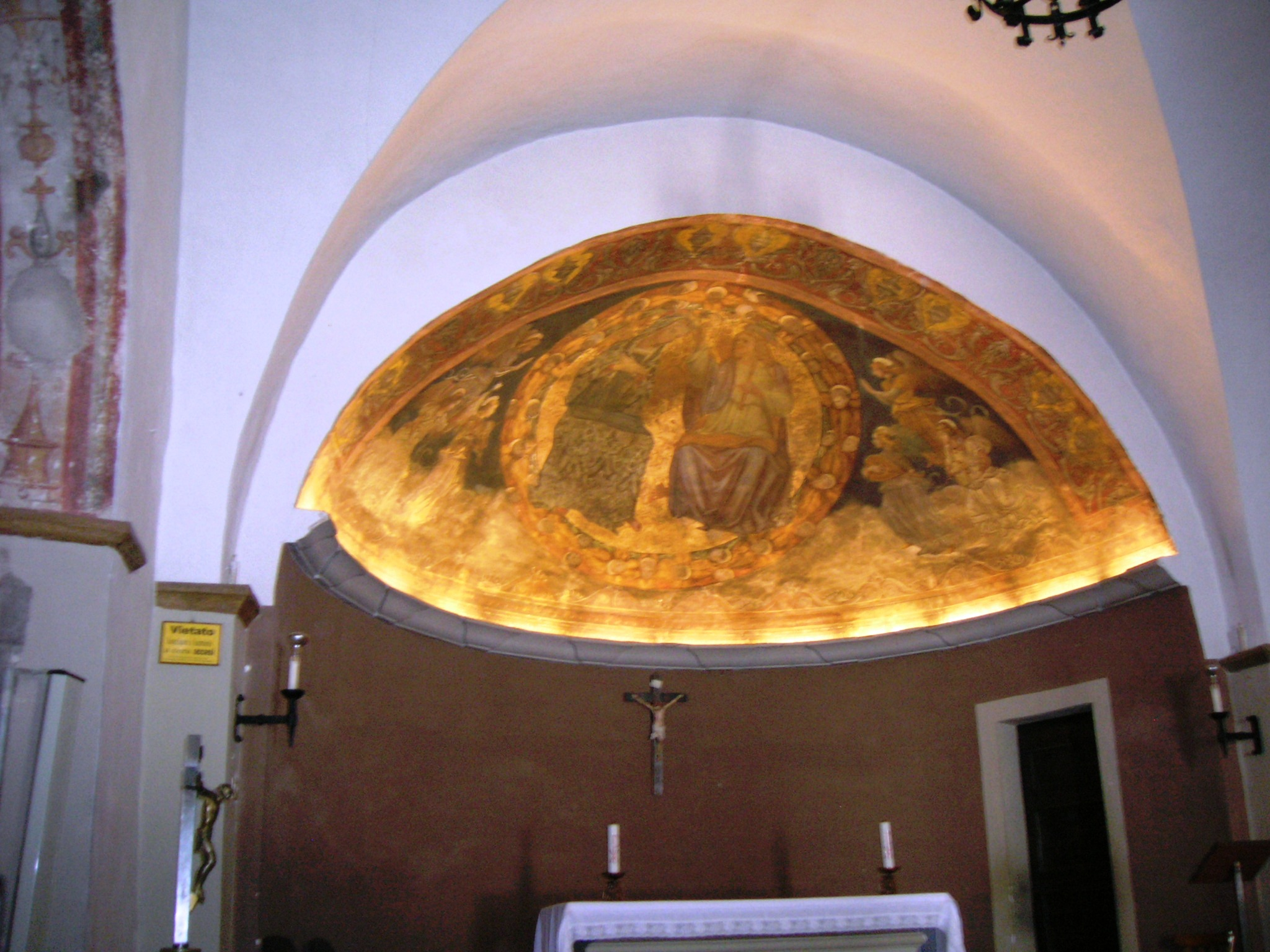
L'interno della chiesa di San Montano

### Impianti sportivi
- Campi da calcio
- Campo da calcetto
- Campo da pallacanestro
- Campo da pallavolo
- Pallaio
- Palestra polivalente da 1.000 m²